# LIN37
LIN37 (англ. Lin-37 DREAM MuvB core complex component) – білок, який кодується однойменним геном, розташованим у людей на довгому плечі 19-ї хромосоми. Довжина поліпептидного ланцюга білка становить 246 амінокислот, а молекулярна маса — 28 383.
| 10         |  | 20         |  | 30         |  | 40         |  | 50         |
| ---------- |  | ---------- |  | ---------- |  | ---------- |  | ---------- |
| MFPVKVKVEK |  | SELEMAKARN |  | QLDAVLQCLL |  | EKSHMDRERL |  | DEEAGKTPSD |
| THNKDCSIAA |  | TGKRPSARFP |  | HQRRKKRREM |  | DDGLAEGGPQ |  | RSNTYVIKLF |
| DRSVDLAQFS |  | ENTPLYPICR |  | AWMRNSPSVR |  | ERECSPSSPL |  | PPLPEDEEGS |
| EVTNSKSRDV |  | YKLPPPTPPG |  | PPGDACRSRI |  | PSPLQPEMQG |  | TPDDEPSEPE |
| PSPSTLIYRN |  | MQRWKRIRQR |  | WKEASHRNQL |  | RYSESMKILR |  | EMYERQ     |

A: Аланін

C: Цистеїн

D: Аспарагінова кислота

E: Глутамінова кислота

F: Фенілаланін

G: Гліцин

H: Гістидин

I: Ізолейцин

K: Лізин

L: Лейцин

M: Метіонін

N: Аспарагін

P: Пролін

Q: Глутамін

R: Аргінін

S: Серин

T: Треонін

V: Валін

W: Триптофан

Кодований геном білок за функцією належить до фосфопротеїнів. 
Задіяний у такому біологічному процесі, як ацетилювання. 